# نادي الباحة الأدبي
نادي الباحة الأدبي هو أحد الأندية الأدبية الستة عشر المنتشرة في المملكة العربية السعودية، يتبع النادي لوزارة الثقافة السعودية من عام 2019، وقبل ذلك كان يتبع  وزارة الإعلام السعودية ممثلة بالوكالة العامة للشؤون الثقافية، بعد أن كان تابعا للرئاسة العامة لرعاية الشباب السعودي، تأسس عام 1415هـ.
ويتكون مجلس الإدارة من: حسن الزهراني رئيس النادي،
الدكتور عبد الله أحمد غريب نائبا للرئيس ,محمد بن زياد المدير الإداري ,الأستاذ مسفر بن معجب العدواني المدير المالي. بالإضافة إلى باقي أعضاء مجلس الإدارة و هم: صالح سعيد مديس, محمد عبد الله ال فرج, غالية جمعان القلطي, أريج حنش الزهراني, ناصر علي قمش, عبد الرحمن معيض سابي.
يقوم النادي بإقامة المحاضرات والأمسيات القصصية، وإقامة نشاط منبري دائم لمثقفي وأدباء منطقة الباحة، وقد قام النادي بإصدار العديد من الإصدارات والكتب الثقافية والأدبية، بلغت 17 إصدار منها: المجموعة الكاملة للشاعر عبد الله الزمزمي، سطور سروية، مجموعة قصصية بعنوان ضيف العتمة، كتاب بنية القصيد في الشعر العربي، كتاب الثغر البسام عن معاني الصور التي يزوج فيها الحكام، مجموعة قصصية بعنوان الصندقة ، كما يقوم النادي بإقامة جائزة سنوية بعنوان جائزة نادي الباحة الأدبي الثقافية.

## أول محاضرة أُلقيت في النادي
محاضرة الدكتور حسن فهد الهويمل رئيس نادي القصيم الأدبي بعنوان:«آلية النقد الإسلامي، وخصوصيته» أُلقيت في يوم حفل الافتتاح بيوم الثلاثاء الموافق 27/ 2/ 1416هـ، وقد حضرها مدراء الأندية الأدبية، والوفود، ومحبي الأدب والثقافة من أبناء المنطقة.

## أنشطة النادي من خلال اللجان المتعددة
أنشطة لجنة التأليف والنشر
- صدر العدد الأول من دورية المنتدى والتي بلغ لها صدى واسع في الأوساط الأدبية والثقافية، وقد تلقت اللجنة التهاني بمناسبة صدوره.
- كتاب التجربة الإبداعية عند محمد هاشم رشيد للدكتور/ محمد صادق عفيفي.
- محاضرة بعنوان: «الإسلام سلم الرقي وسبيل النجاة» للواعظ بالمسجد النبوي الشريف أبو بكر الجزائري.
- محاضرة بعنوان:«لمحات في إعجاز سورة الأنفال» للدكتور حسن باجودة.

نشاط اللجنة الثقافية
- محاضرة للدكتور/ حسن الهويمل بعنوان:«آليات النقد الإسلامي وخصوصياته».
- محاضرة للدكتور / حسن باجودة  بعنوان:«لمحات في إعجاز سورة الأنفال».
- محاضرة عن الحياة الفطرية للأستاذ/ عبد الله الزهراني.
- أمسية شعرية أحياها الأستاذ / محمد هاشم رشيد رئيس النادي الأدبي بالمدينة المنورة، والأستاذ / عبد الرحمن عبد الكريم العبيد رئيس نادي المنطقة الشرقية، وأدار الأمسية/ بلغيث عبد الله العمري عضو نادي الباحة.
- محاضرة للشيخ/ أبو بكر الجزائري بعنوان:«الإسلام سلم الرقي وسبيل النجاة».
- محاضرة للأستاذ/ عبد الله الزهراني بعنوان: «الحياة الفطرية بالمملكة العربية السعودية .. الواقع والطموح».
- أمسية شعرية أحياها الشاعر الدكتور محمد بن سعد الدبل، والأستاذ حسن محمد حسن الزهراني، والأستاذ/ بلغيث عبد الله العمري.
- محاضرة للشيخ/ ناصر سعيد بن حسين بعنوان:«واجب المجتمع نحو الشباب».
- محاضرة للدكتور/ صلاح الشيخ محمود بعنوان: «الصيام وأثره في تزكية الأخلاق».
- أمسية أحياها الشاعران: الدكتور/ زاهر عواض الألمعي، والدكتور/ محمد العيد الخطراوي.[8]

## انظر ايضاً
- الباحة
- نادي أبها الأدبي
- نادي جدة الأدبي

## وصلات خارجية
- نادي الباحة الأدبي يحتفي برموز الثقافة والأدب ضمن برنامج «رموز في الذاكرة».